# スウィートドーナッツ
『スウィートドーナッツ』（Sweet Donuts）は、日本のテクノポップユニット、Perfumeのインディーズ1stシングルである。2003年8月6日にアミューズ運営のインディーズレーベルであるBEE-HIVEレコードより発売。規格品番はBEHV-0006（通常盤）、BEHV-0002（初回限定盤）。

## 概要
広島県より上京し、名義をぱふゅ～むからPerfumeへ改めてからの第一作。この作品からサウンドプロデューサーに中田ヤスタカを迎えた。
「ジェニーはご機嫌ななめ」は、Perfumeが広島で活動していた時期、当時アミューズの新人開発を担当していたジューシィ・フルーツの元メンバー、柴矢俊彦の勧めでメンバーがカヴァーしていたものを、中田が改めてアレンジをし直したものである。「チョコレイト・ディスコ」で中田ヤスタカの存在を知った近田春夫は中田の才覚に感銘を受け、その衝撃は恥ずかしさのあまりにしばらく中田のアレンジ曲を聴けないでいた程であったという。後に中田のカヴァー曲を実際に聴いた近田は、中田の抜群のヴォーカル処理技術を絶賛している。
初回限定盤にのみDVDが付属。収録内容は『スウィートドーナッツ』PV及びメイキングと、ライブ映像『Perfume in BEE-HIVE』である。PVディレクターは国吉規人。

## CD（初回限定盤・通常盤共通）
1. スウィートドーナッツ ［4:16］
作詞：木の子 / 作曲：中田ヤスタカ
アルバム『Perfume〜Complete Best〜』には短く編集したアルバムバージョンが収録された。
2. シークレットメッセージ ［2:50］
作詞：木の子 / 作曲：中田ヤスタカ
3. ジェニーはご機嫌ななめ［3:22］
作詞：沖山優司 / 作曲：近田春夫 / 編曲：中田ヤスタカ
ジューシィ・フルーツのデビューシングルのカバー

### DVD（初回限定盤のみ）
1. スウィートドーナッツ         PV
2. スウィートドーナッツ　PVメイキング
3. Perfume in BEE-HIVE ライブ映像

## カバー
- 萩原雪歩（浅倉杏美）、双海真美（下田麻美）、高槻やよい（仁後真耶子） - アルバムシリーズ『THE IDOLM@STER MASTER ARTIST 2 -FIRST SEASON-』（2010年12月29日発売）の第7弾、第8弾、第9弾には、各声優がメインヴォーカルを担当する3つの異なるバージョンが収録されている。